# Voleibol na Universíada de Verão de 2019
O voleibol na Universíada de Verão de 2019 foi disputado em Nápoles na Itália,entre 5 e 13 de julho de 2019, com a participação de 16 times no naipe feminino e de 20 no masculino.

## Medalhistas
| Evento    | Ouro | Prata | Bronze |
| --------- | --- | --- | --- |
| Masculino | ITA Itália Fabio Ricci Giulio Pinali Sebastiano Milan Giacomo Raffaelli Alberto Polo Yuri Romanò Paolo Zonca Marco Pierotti Nicola Salsi Alessandro Piccinelli Gianluca Galassi Francesco Zoppellari               | POL Polônia Jan Nowakowski Michał Kędzierski Łukasz Kozub Bartłomiej Lipiński Bartłomiej Lemański Jędrzej Gruszczyński Patryk Niemiec Bartosz Filipiak Kamil Semeniuk Mateusz Masłowski Paweł Halaba Damian Domagała       | RUS Rússia Pavel Pankov Kirill Klets Andrey Surmachevskiy Aleksei Kononov Kirill Ursov Roman Pakshin Denis Bogdan Dmitry Yakovlev Roman Poroshin Maksim Belogortsev Aleksandr Melnikov Semen Krivitchenko |
| Feminino  | RUS Rússia Ekaterina Evdokimova Kristina Kurnosova Anna Lazareva Elena Novik Viktroriia Russu Daria Ryseva Kseniia Smirnova Angelina Sperskaite Anastasia Stalnaya Maria Vorobyeva Valeriya Zaytseva Olga Zubareva | ITA Itália Beatrice Molinaro Carlotta Cambi Francesca Bosio Francesca Napodano Beatrice Berti Anna Nicoletti Francesca Villani Chiara De Bortoli Giulia Angelina Elena Peronelli Alexandra Botezat Sylvia Chinelo Nwakalor | JPN Japão Arisa Inoue Ayaka Sugi Yuka Sawada Chinami Furuya Riho Sadakane Minami Takaso Mayu Oikawa Saki Tanaka Tamaki Matsui Mami Yokota Mikoto Shima Yuka Ikeya                                         |

## Masculino
O torneio masculino a ser realizado entre 5 a 13 de julho.Vinte times confirmaram inscrição.

### Times
| Grupo A      | Grupo B        | Grupo C | Grupo D   |
| ------------ | -------------- | ------- | --------- |
| Chéquia      | Coreia do Sul  | Canadá  | Argentina |
| Chile        | Estados Unidos | Brasil  | México    |
| Taipé Chinês | Rússia         | França  | Suíça     |
| Ucrânia      | Portugal       | Irã     | Itália    |
| Hong Kong    | China          | Polônia | Japão     |

## Feminino
O torneio masculino a ser realizado entre 5 a 13 de julho.Dezesseis times confirmaram inscrição.

### Times
| Grupo A   | Grupo B  | Grupo C      | Grupo D        |
| --------- | -------- | ------------ | -------------- |
| Canadá    | Brasil   | Taipé Chinês | Estados Unidos |
| Tailândia | Alemanha | Chéquia      | Suíça          |
| Rússia    | Ucrânia  | Hungria      | Japão          |
| México    | China    | Argentina    | Itália         |